# (21505) Bernert
(21505) Bernert (1998 KG28) – planetoida z grupy pasa głównego asteroid okrążająca Słońce w ciągu 3,37 lat w średniej odległości 2,25 j.a. Odkryta 22 maja 1998 roku.